# Beaumaris Castle
Beaumaris Castle is een kasteel in Beaumaris, Anglesey, Wales. Het werd gebouwd als onderdeel in de campagne van Koning Edward I tot het veroveren van Noord-Wales. Het kasteel werd ontworpen door James of St. George en de bouw begon in 1295, maar het kasteel werd nooit afgemaakt.
Beaumaris Castle staat op de Werelderfgoedlijst als onderdeel van de inschrijving Kastelen en stadsmuren van Koning Edward I in Gwynedd waartoe ook de kastelen Caernarfon Castle, Conwy Castle en Harlech Castle behoren. Beaumaris Castle wordt door sommigen beschouwd als het architectonisch perfecte kasteel in Brittannië.
- Eleonora Cobham, echtgenote van Humfred van Gloucester overleed in 1452 in het kasteel.

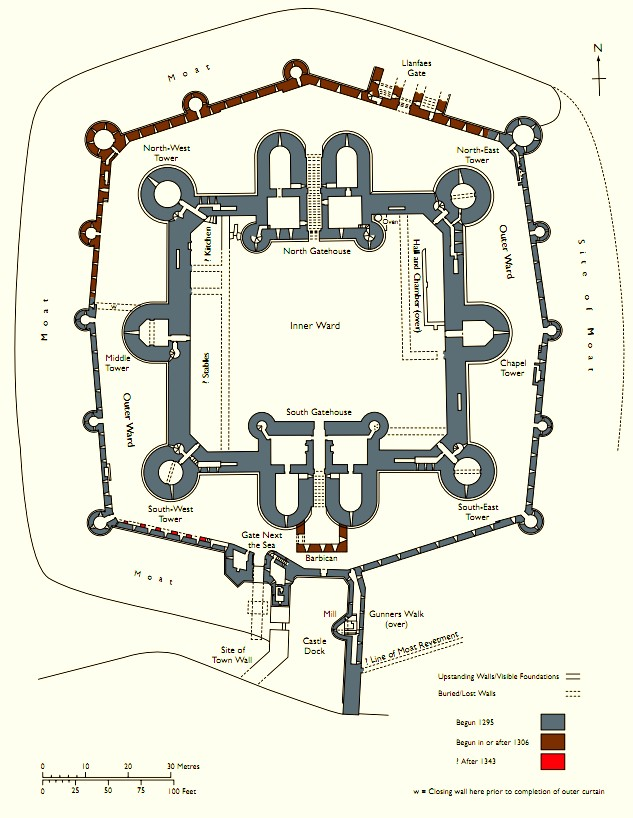
Kaart van het kasteel